# Dean Astumian
Raymond Dean Astumian es un fisicoquímico estadounidense. Se desempeña como profesor en la Universidad de Maine.

## Biografía
Obtuvo una licenciatura, seguida de una maestría en química por la Universidad de Texas en Arlington en 1978 y 1982. Obtuvo un doctorado en ciencias matemáticas y química física de la misma institución al año siguiente. Actualmente se desempeña como profesor en la Universidad de Maine.
En 2000, fue elegido miembro de la Sociedad Estadounidense de Física "[por] sus contribuciones fundamentales a la comprensión de la termodinámica y el mecanismo de transducción de energía a partir de una reacción química de desequilibrio para impulsar el transporte dirigido mediante bombas y motores moleculares". Ganó el Premio Feynman de Teoría 2011.